# FC Rosengård (damfotboll)
FC Rosengård, tidigare Malmö FF Dam (1970–2007) och LdB FC Malmö (2007–2013), är en fotbollsförening i Malmö. Laget grundades som Malmö FF Dam år 1970. De började med att spela i Division 1 under 7 säsonger (fram till 1987), men har spelat i Damallsvenskan sedan den bildades år 1988. Klubben har ombildats två gånger. Första gången den 11 april 2007 under sponsornamnet LdB FC Malmö och senare den 12 december 2013, då till FC Rosengård.
FC Rosengård är en av de mest framgångsrika i svensk fotbollshistoria med fjorton SM-guld, sex segrar i Svenska cupen, fyra segrar i Supercupen, två guld i nordiska mästerskapen och har tillhört högsta serien och Damallsvenskan sedan grundandet. I Damallsvenskan, som startades 1988, har klubben slutat som lägst fyra och sjua i tabellen. Klubbens förste tränare hette Putte Asp. Två andra kända tränare under klubbens långa historia var Lena Videkull och Jonas Eidevall, nu tränare i Arsenal WFC.
Av de allsvenska skyttedrottningarna från och med 1988 har 11 stycken varit från klubben. Anna Anvegård blev skyttedrottning två gånger, 2019 och 2020 innan hon lämnade klubben för utlandsäventyr. Bayern Münchenlånet Momoko Tanikawa blev skyttedrottning 2024.
Klubben har haft flera kända och tongivande spelare under åren. Några av dessa är: Marta, Ramona Bachman, Caroline Seger, Nilla Fischer, Hedvig Lindahl, Therese Sjögran, Olivia Schoug, Lieke Martens, Anja Mittag, Manon Melis och Lena Videkull. 
År 2004 fick man den första supporterklubben på damsidan, Himmelsblå fans. Hemmaarenan är Malmö IP, vars publikkapacitet är 7 600 personer.

## Historia

### 1970-talet
1970 startade Malmö FF fotboll för damer, efter att man annonserat efter spelare i tidningen Arbetet, och den 7 september tog MFF:s huvudstyrelse beslutet att upprätta en damsektion i föreningen. En av de första spelarna var Ann-Christine Bergström (f.d. Persson). 
1971 debuterade laget i seriesystemet i Arbetets damfotbollsserie Västra, där man slutade på tredje plats. Tränare då var Putte Asp (till 1973). 
1972, efter att ett flertal serieomläggningar gjorts, spelade laget i Arbetets damfotbollsserie div 2 Västra där man slutade tvåa. 
1973 spelade laget i div 2 Västra och man blev återigen tvåa. 
1974 spelade man i div 1 Skåneserien, där man blev sjua och året därpå sexa. 
1976 spelade laget i div 3 Sydsvenska, där man blev sjua, och året därpå i div 2 Sydsvenska, med en fjärdeplacering.
1978 spelade laget i div 2 Södra, där man placerade sig på tredje plats både detta år och året efter.

### 1980-talet
1980 spelade man i div 2 Södra Götaland och där blev laget etta, vilket medförde spel i div 1 Södra från följande säsong. 
1981 spelade laget i den relativt nya damallsvenskan, men det fanns en i norra och en i södra Sverige och SM-guld delades ut efter slutspel mellan de bäst placerade i de båda serierna. Under denna tid etablerade sig MFF som ett av topplagen i Sverige.
1986 tog laget sitt första SM-guld i finalen mot Sunnanå SK. 
1988 bildades en riksomfattande damallsvenska, där MFF kom på tredje plats och fick ett SM-brons efter förlust i semifinalen mot Jitex BK. Till denna säsong hade Ulf Bergquist, tidigare förbundskapten för damlandslaget, och sedermera generalsekreterare för Elitfotboll dam, rekryterats till ledarstaben. Med erfarenheter från chefsnivå i näringslivet inledde han en stor satsning på administration och marknadsföring. Träningsdosen ökas av tränaren Lars Eiswold. Laget etablerade sig som ett av topplagen i damallsvenskan. 
1989 blir man tvåa i damallsvenskan och i slutspelet blir man tvåa, efter förlust i finalen mot Jitex BK.

### 1990-talet
Det nya decenniet inleds med en första plats i damallsvenskan och SM-guld, efter seger mot Öxabäck IF i finalen. Dessutom vann man Svenska Cupen.
1991 blir man åter etta i allsvenskan och tar SM-guld i slutspelet efter vinst mot Jitex BK. Man tar även guld i Nordiska Mästerskapen för mästarlag. 
1992 blir laget trea i serien och får nöja sig med en tredjeplats i slutspelet efter förlust i semifinalen mot Öxabäck. Man tar åter ett NM-guld. 
1993 och 1994  kom man etta i damallsvenskan och tog SM-guld. Dessutom blev det ett NM-guld 1994. 
1995–1997 är serien rak och därför anordnas inget slutspel. Laget tar brons 1995 och silver 1996 och 1997. Laget vinner dock Svenska Cupen 1997. 
1998 och 1999 är det åter slutspel och MFF tar SM-silver båda åren i finaler mot Älvsjö AIK.

### 2000-talet
2000–2001 är serien åter rak. Laget blir tvåa i damallsvenskan och får SM-silver, vinner gör Umeå IK. 
2002 blir man tvåa igen. Serien är mycket ojämn och MFF missar guldet trots att man ej förlorat en match under säsongen. Guldet tas liksom året innan av Umeå IK.
2003 blir "den eviga tvåan" MFF nedpetade till tredje plats av det 2003 bildade laget Djurgården/Älvsjö, som vinner serien. MFF når final i Svenska Cupen, vilken dock vinns av Umeå IK. Ny tränare denna säsong är Anders Johansson, som kom från Älvsjö AIK. 
2004 går dåligt för laget, såväl spelmässigt som ekonomiskt. Inför hösten värvas brasilianska storspelaren Formiga som förstärkning. 
2005 hade spelarna Karolina Westberg, Heidi Kackur, Sara Larsson och Hedvig Lindahl lämnat laget. Förlusten av storspelarna kunde ej täckas på grund av klubbens ekonomiska problem. Dock kunde Formiga behållas efter hjälp från sponsorer. Spekulationer i massmedier säger att MFF riskerar att trilla ur Damallsvenskan. Ett harmoniskt lag bjuder dock på fint spel och man gör ett succéår, som slutar på andra plats. Therese Lundin blir delad vinnare av skytteligan tillsammans med Marta, med 21 gjorda mål. Glädjande ökar publiksnittet också till drygt 1 000 personer per match. Dessutom ordnas de ekonomiska problemen och klubben kan satsa för fullt inför efterföljande säsong. 
2006 beslutar Malin Andersson att lägga skorna på hyllan. Lagkaptenen Denise Reddy återvänder hem till New Jersey, USA efter 10 år i klubben. Brasilianska Formiga återvänder även hon hem. Anders Johansson väljer att inte fortsätta träna laget efter 3 säsonger. Ny huvudtränare blir Jörgen Petersson och får assisterande tränare i Martin Sjögren. MFF väljer att satsa ungt och långsiktigt när man värvar ersättare. Talangerna Emma Wilhelmsson, Lina Nilsson och Johanna Rosén skriver på för Malmö. Under vintern tränade även engelska landslagsstjärnan Rachel Unitt med laget men valde tillfälligt att tacka nej, på grund av utbrändhet. Istället skrev isländska Dóra Stefánsdóttir på för 2 år. Under sommaren kom Danmarks största talang, Nanna Johansen, och skrev på.
2007 bytte klubben namn till LdB Football Club. För bytet får föreningen 24 miljoner kronor de närmsta 8 åren. Holländska jättetalangen Manon Melis förstärker laget och vinner lagets interna allsvenska skytteliga med 10 mål. Efter säsongens slut lägger isländska världsforwarden Ásthildur Helgadóttir skorna på hyllan. En av klubbens största ikoner genom tiderna, Jenny Engwall, lånas ut till Kopparberg/Göteborg men återvände aldrig tillbaks till klubben utan spelar idag i Tyresö FF. Therese Sjögran får motta Diamantbollen på den årliga fotbollsgalan
2008 LdB (även gamla MFF Dam) får sin första egna talang att gå från flicklagen via a-laget till a-landslaget – Malin Levenstad. Tjeckiska landslagsspelaren, Pavlina Scasna, skriver 2 års kontrakt med klubben. Från Linköping FC skriver även Maria Aronsson kontrakt med LdB. Även tysk/turkiska supertalangen Aylin Yaren förstärker klubben. Nanna Johansen återvänder till Danmark.

### 2010-talet
2010 LdB tar sitt första SM-guld som individuell klubb, och man gör det efter bland annat 5–0 över toppkonkurrenten Umeå IK inför 3500 glada hemmafans i sista omgången. Samma säsong blir Therese Sjögran framröstad som seriens bästa spelare och Manon Melis vinner skytteligan.
2011 Laget tar sitt andra raka SM-guld efter 6–0 i sista matchen mot Kif Örebro. Bland andra Therese Sjögran, Manon Melis och Caroline Seger återfanns i guldtruppen. Redan direkt efter säsongslut stod det klart att tränaren Martin Sjögren lämnar laget och Peter Moberg tar över tillsammans med Jonas Eidevall.
2012 Malmö förlorar mot Tyresö i sista omgången och slutar tvåa efter Tyresö på grund av sämre målskillnad. Efter säsongen slutade Peter Moberg och Jonas Eidevall tog över som huvudtränare.
2013 Laget blir återigen svenska mästarinnor.
2014 FC Rosengårds damer säkrar SM-guldet med två omgångar återstående av säsongen. Detta var det fjärde guldet på fem år för laget.
2015 Rosengård blir tvåa i Svenska cupen men vinner Damallsvenskan, en poäng före Eskilstuna. 

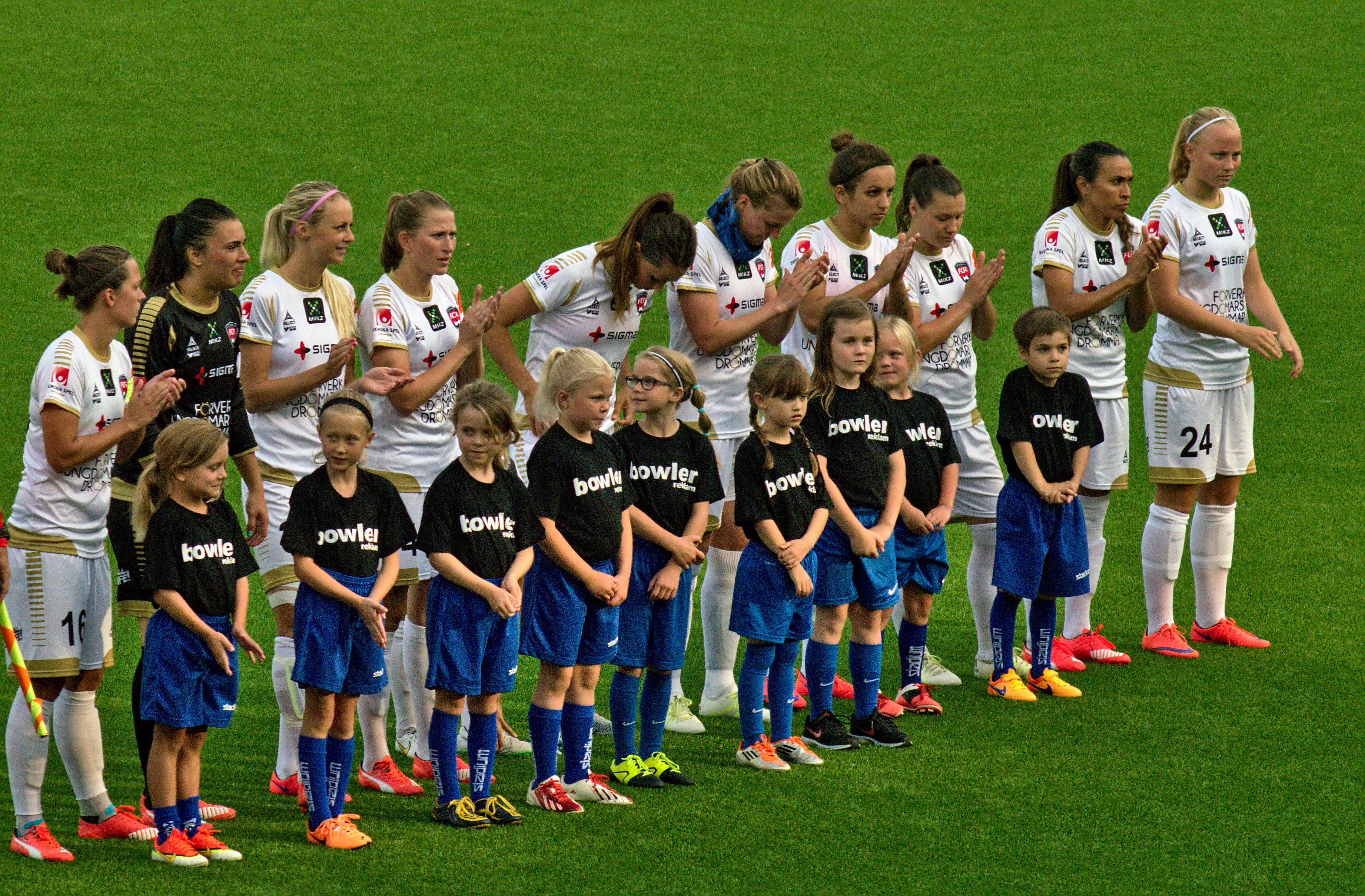
Startelvan mot Eskilstuna, 5 augusti 2015.

2016 FC Rosengård vinner Svenska cupen för första gången sedan 1997.
2017 FC Rosengård vinner återigen Svenska cupen.
2018 FC Rosengård vinner ännu en gång Svenska cupen.
2019 FC Rosengård vinner Damallsvenskan.

### 2020-talet
2020 FC Rosengård kommer tvåa i Damallsvenskan.
2021 FC Rosengård vinner Damallsvenskan. Tränaren Jonas Eidevall lämnar klubben för Arsenal WFC och Renée Slegers blir ny huvudtränare.
2022 FC Rosengård vinner Damallsvenskan och Svenska cupen. Renée Slegers lämnar klubben och den tidigare assisterande tränaren Joel Kjetselberg blir ny huvudtränare.
2023 FC Rosengård har den sämsta allsvenska säsongen i klubbens historia och slutar sjua i OBOS Damallsvenskan. Klubben spelade under hösten gruppspel i UEFA Women's Champions League.
2024 FC Rosengård startar allsvenskan med 15 raka vinster och blir därmed historisk. Inget annat damlag har startat så bra under 2000-talet. Vinstsviten höll sig och FC Rosengård slog Umeå IK:s tidigare rekord  (21 raka damallsvenska matcher med vinst) efter att laget vann 23 matcher i rad. Den 20 oktober förlorade man mot regerande mästarna Hammarby IF hemma med 2-3. Det blev FC Rosengårds första damallsvenska förlust på 369 dagar. Den 4 oktober säkrade FC Rosengård SM-guldet redan i omgång 22 efter 2-1 mot Kristianstads DFF på Malmö IP. Det blev klubbens 14:e titel.
FC Rosengårds målvakt Eartha Cumings slår även ett 24 år gammalt svenskt rekord då hon höll nollan i 886 minuter. Bayern Münchenlånet Momoko Tanikawa vinner skytteligan 2024.  Lagkapten och landslagslegendaren Caroline Seger meddelar under sommaren 2024 att hon avslutar sin fotbollskarriär efter säsongen. Flera tongivande spelare från mästarlaget (Olivia Schough, Rebecca Knaak, Olivia Holdt, Ria Öling, Mai Kadowaki m.m.) lämnar eller säljs efter den fotbollshistoriska säsongen och FC Rosengård står inför en nystart 2025. Therese Sjögran slutar som sportchef och Emelie Lundberg blir hennes efterträdare.
2025 FC Rosengård spelar gruppspel i Svenska cupen. I samma grupp finns Malmö FFs nya damlag och detta bäddade för ett historiskt derby på Eleda Stadion den 8 mars 2025. Matchen slutade 1–1 och besöktes av 8 797 personer. FC Rosengård slogs ut i semifinalen mot Hammarby den 1 maj 2025. I maj 2025 deltog FC Rosengård i en inbjudningsturnering i Portugal arrangerad av World Sevens Football. Turneringen var inte sanktionerad av UEFA eller annat fotbollsorgan. Spelformen var sjumanna och spelades på halvplan med fria byten under 2 x 15 minuter. Turneringen diskuterades i svensk media, dels på grund av att turneringen krockade med Damallsvenskans spelschema, dels för att deltagararvode och prispengarna var höga.

## Spelare

### Spelartruppen
| Nummer      | Land      | Spelare                     | Födelsedatum      | Kom från             | Moderklubb               |           |
| Målvakter   | Målvakter | Målvakter                   | Målvakter         | Målvakter            | Målvakter                | Målvakter |
| ----------- | --------- | --------------------------- | ----------------- | -------------------- | ------------------------ | --------- |
| 13          | USA       | Samantha Leshnak Murphy     | 21 april 1997     | Carolina Ascent      | North Carolina Tar Heels |           |
| 43          | Sverige   | Saga Andersson              | 25 juli 2007      | KIF Örebro           | Adolfsbergs IK           |           |
| Försvarare  |           |                             |                   |                      |                          |           |
| 2           | Norge     | Thea Sørbo                  | 28 mars 2003      | Hammarby             | Nesodden                 |           |
| 4           | Sverige   | Emma Pennsäter              | 29 november 1997  | Växjö DFF            | IF Limhamn Bunkeflo      |           |
| 5           | Finland   | Anni Hartikainen            | 19 augusti 2003   | KuPS                 | Pallokissat              |           |
| 6           | Finland   | Elli Pikkujämsä             | 24 oktober 1999   | Racing Louisville FC | Turun Palloseura         |           |
| 8           | Sverige   | Emma Jansson                | 9 maj 1996        | Hammarby IF          | IFK Sollentuna           |           |
| 20          | Sverige   | Mikaela Stojanovska         | 28 november 2006  | FC Rosengård U       | IFK Trelleborg           |           |
| 44          | Sverige   | Jo-Anne Cronquist           | 6 oktober 2004    | FC Rosengård U       | Askeröds IF              |           |
| 49          | Sverige   | Alice Enehov                | 3 maj 2007        | FC Rosengård U       | FC Rosengård             |           |
| Mittfältare |           |                             |                   |                      |                          |           |
| 9           | Sverige   | Hanna Andersson             | 17 oktober 2001   | Piteå IF             | Rommelanda UF            |           |
| 11          | Sverige   | Molly Johansson             | 11 juni 2002      | KIF Örebro           | Skrea IF                 |           |
| 16          | Sverige   | Emilia Pelgander            | 3 mars 2004       | Leicester City       | Adolfsbergs IK           |           |
| 18          | Nigeria   | Halimatu Ayinde             | 16 maj 1995       | Eskilstuna United    | Delta Queens             |           |
| 23          | Belarus   | Anastasiya Pobegaylo        | 23 januari 2004   | Fortuna Hjørring     | Minsk                    |           |
| 30          | Japan     | Aemu Oyama                  | 19 september 2004 | Manchester City      | Tokyo Verdy Beleza       |           |
| 45          | Sverige   | Tilde Björklund             | 30 mars 2006      | FC Rosengård U       | IK Pandora FF            |           |
| 51          | Sverige   | Lovisa Yng                  | 4 juli 2006       | FC Rosengård U       | FC Rosengård             |           |
| Anfallare   |           |                             |                   |                      |                          |           |
| 10          | Island    | Ísabella Sara Tryggvadóttir | 8 september 2006  | Valur                | Valur                    |           |
| 14          | Sverige   | Emilia Larsson              | 13 juli 1998      | Hammarby IF          | IK Östria Lambohov       |           |
| 19          | Sverige   | Maja Johansson              | 18 maj 2005       | AIK                  | Vallentuna               |           |
| 21          | Finland   | Oona Sevenius               | 28 april 2004     | AC Milan             | Rajamäen Kehitys/NJS     |           |
| 24          | Nigeria   | Anam Imo                    | 30 november 2000  | Piteå IF             | Nasarawa Amazons         |           |
| 47          | Sverige   | Filippa Sjöström            | 7 augusti 2008    | FC Rosengård U       | FC Rosengård             |           |

## Placering genom tiderna

### Damallsvenskan
| Placering Damallsvenskan 1988–1999 | Placering Damallsvenskan 1988–1999 | Placering Damallsvenskan 1988–1999 | Placering Damallsvenskan 1988–1999 | Placering Damallsvenskan 1988–1999 | Placering Damallsvenskan 1988–1999 | Placering Damallsvenskan 1988–1999 | Placering Damallsvenskan 1988–1999 | Placering Damallsvenskan 1988–1999 | Placering Damallsvenskan 1988–1999 | Placering Damallsvenskan 1988–1999 | Placering Damallsvenskan 1988–1999 | Placering Damallsvenskan 1988–1999 |
| Plats                              | 1988                               | 1989                               | 1990                               | 1991                               | 1992                               | 1993                               | 1994                               | 1995                               | 1996                               | 1997                               | 1998                               | 1999                               |
| ---------------------------------- | ---------------------------------- | ---------------------------------- | ---------------------------------- | ---------------------------------- | ---------------------------------- | ---------------------------------- | ---------------------------------- | ---------------------------------- | ---------------------------------- | ---------------------------------- | ---------------------------------- | ---------------------------------- |
| 1                                  |                                    |                                    |                                    |                                    |                                    |                                    |                                    |                                    |                                    |                                    |                                    |                                    |
| 2                                  |                                    |                                    |                                    |                                    |                                    |                                    |                                    |                                    |                                    |                                    |                                    |                                    |
| 3                                  |                                    |                                    |                                    |                                    |                                    |                                    |                                    |                                    |                                    |                                    |                                    |                                    |
| 4                                  |                                    |                                    |                                    |                                    |                                    |                                    |                                    |                                    |                                    |                                    |                                    |                                    |
| 5                                  |                                    |                                    |                                    |                                    |                                    |                                    |                                    |                                    |                                    |                                    |                                    |                                    |
| 6                                  |                                    |                                    |                                    |                                    |                                    |                                    |                                    |                                    |                                    |                                    |                                    |                                    |
| 7                                  |                                    |                                    |                                    |                                    |                                    |                                    |                                    |                                    |                                    |                                    |                                    |                                    |
| 8                                  |                                    |                                    |                                    |                                    |                                    |                                    |                                    |                                    |                                    |                                    |                                    |                                    |
| 9                                  |                                    |                                    |                                    |                                    |                                    |                                    |                                    |                                    |                                    |                                    |                                    |                                    |
| 10                                 |                                    |                                    |                                    |                                    |                                    |                                    |                                    |                                    |                                    |                                    |                                    |                                    |
| 11                                 |                                    |                                    |                                    |                                    |                                    |                                    |                                    |                                    |                                    |                                    |                                    |                                    |
| 12                                 |                                    |                                    |                                    |                                    |                                    |                                    |                                    |                                    |                                    |                                    |                                    |                                    |

| Placering Damllsvenskan 2000–2009 | Placering Damllsvenskan 2000–2009 | Placering Damllsvenskan 2000–2009 | Placering Damllsvenskan 2000–2009 | Placering Damllsvenskan 2000–2009 | Placering Damllsvenskan 2000–2009 | Placering Damllsvenskan 2000–2009 | Placering Damllsvenskan 2000–2009 | Placering Damllsvenskan 2000–2009 | Placering Damllsvenskan 2000–2009 | Placering Damllsvenskan 2000–2009 |
| Plats                             | 2000                              | 2001                              | 2002                              | 2003                              | 2004                              | 2005                              | 2006                              | 2007                              | 2008                              | 2009                              |
| --------------------------------- | --------------------------------- | --------------------------------- | --------------------------------- | --------------------------------- | --------------------------------- | --------------------------------- | --------------------------------- | --------------------------------- | --------------------------------- | --------------------------------- |
| 1                                 |                                   |                                   |                                   |                                   |                                   |                                   |                                   |                                   |                                   |                                   |
| 2                                 |                                   |                                   |                                   |                                   |                                   |                                   |                                   |                                   |                                   |                                   |
| 3                                 |                                   |                                   |                                   |                                   |                                   |                                   |                                   |                                   |                                   |                                   |
| 4                                 |                                   |                                   |                                   |                                   |                                   |                                   |                                   |                                   |                                   |                                   |
| 5                                 |                                   |                                   |                                   |                                   |                                   |                                   |                                   |                                   |                                   |                                   |
| 6                                 |                                   |                                   |                                   |                                   |                                   |                                   |                                   |                                   |                                   |                                   |
| 7                                 |                                   |                                   |                                   |                                   |                                   |                                   |                                   |                                   |                                   |                                   |
| 8                                 |                                   |                                   |                                   |                                   |                                   |                                   |                                   |                                   |                                   |                                   |
| 9                                 |                                   |                                   |                                   |                                   |                                   |                                   |                                   |                                   |                                   |                                   |
| 10                                |                                   |                                   |                                   |                                   |                                   |                                   |                                   |                                   |                                   |                                   |
| 11                                |                                   |                                   |                                   |                                   |                                   |                                   |                                   |                                   |                                   |                                   |
| 12                                |                                   |                                   |                                   |                                   |                                   |                                   |                                   |                                   |                                   |                                   |

| Placering Damallsvenskan 2010–2019 | Placering Damallsvenskan 2010–2019 | Placering Damallsvenskan 2010–2019 | Placering Damallsvenskan 2010–2019 | Placering Damallsvenskan 2010–2019 | Placering Damallsvenskan 2010–2019 | Placering Damallsvenskan 2010–2019 | Placering Damallsvenskan 2010–2019 | Placering Damallsvenskan 2010–2019 | Placering Damallsvenskan 2010–2019 | Placering Damallsvenskan 2010–2019 |
| Plats                              | 2010                               | 2011                               | 2012                               | 2013                               | 2014                               | 2015                               | 2016                               | 2017                               | 2018                               | 2019                               |
| ---------------------------------- | ---------------------------------- | ---------------------------------- | ---------------------------------- | ---------------------------------- | ---------------------------------- | ---------------------------------- | ---------------------------------- | ---------------------------------- | ---------------------------------- | ---------------------------------- |
| 1                                  |                                    |                                    |                                    |                                    |                                    |                                    |                                    |                                    |                                    |                                    |
| 2                                  |                                    |                                    |                                    |                                    |                                    |                                    |                                    |                                    |                                    |                                    |
| 3                                  |                                    |                                    |                                    |                                    |                                    |                                    |                                    |                                    |                                    |                                    |
| 4                                  |                                    |                                    |                                    |                                    |                                    |                                    |                                    |                                    |                                    |                                    |
| 5                                  |                                    |                                    |                                    |                                    |                                    |                                    |                                    |                                    |                                    |                                    |
| 6                                  |                                    |                                    |                                    |                                    |                                    |                                    |                                    |                                    |                                    |                                    |
| 7                                  |                                    |                                    |                                    |                                    |                                    |                                    |                                    |                                    |                                    |                                    |
| 8                                  |                                    |                                    |                                    |                                    |                                    |                                    |                                    |                                    |                                    |                                    |
| 9                                  |                                    |                                    |                                    |                                    |                                    |                                    |                                    |                                    |                                    |                                    |
| 10                                 |                                    |                                    |                                    |                                    |                                    |                                    |                                    |                                    |                                    |                                    |
| 11                                 |                                    |                                    |                                    |                                    |                                    |                                    |                                    |                                    |                                    |                                    |
| 12                                 |                                    |                                    |                                    |                                    |                                    |                                    |                                    |                                    |                                    |                                    |

| Placering Damallsvenskan 2020– | Placering Damallsvenskan 2020– | Placering Damallsvenskan 2020– | Placering Damallsvenskan 2020– | Placering Damallsvenskan 2020– | Placering Damallsvenskan 2020– | Placering Damallsvenskan 2020– | Placering Damallsvenskan 2020– | Placering Damallsvenskan 2020– | Placering Damallsvenskan 2020– | Placering Damallsvenskan 2020– |
| Plats                          | 2020                           | 2021                           | 2022                           | 2023                           | 2024                           | 2025                           | 2026                           | 2027                           | 2028                           | 2029                           |
| ------------------------------ | ------------------------------ | ------------------------------ | ------------------------------ | ------------------------------ | ------------------------------ | ------------------------------ | ------------------------------ | ------------------------------ | ------------------------------ | ------------------------------ |
| 1                              |                                |                                |                                |                                |                                |                                |                                |                                |                                |                                |
| 2                              |                                |                                |                                |                                |                                |                                |                                |                                |                                |                                |
| 3                              |                                |                                |                                |                                |                                |                                |                                |                                |                                |                                |
| 4                              |                                |                                |                                |                                |                                |                                |                                |                                |                                |                                |
| 5                              |                                |                                |                                |                                |                                |                                |                                |                                |                                |                                |
| 6                              |                                |                                |                                |                                |                                |                                |                                |                                |                                |                                |
| 7                              |                                |                                |                                |                                |                                |                                |                                |                                |                                |                                |
| 8                              |                                |                                |                                |                                |                                |                                |                                |                                |                                |                                |
| 9                              |                                |                                |                                |                                |                                |                                |                                |                                |                                |                                |
| 10                             |                                |                                |                                |                                |                                |                                |                                |                                |                                |                                |
| 11                             |                                |                                |                                |                                |                                |                                |                                |                                |                                |                                |
| 12                             |                                |                                |                                |                                |                                |                                |                                |                                |                                |                                |

## Rosengård i Europaspel
Se FC Rosengård (damfotboll) i Europaspel

## Tidigare spelartrupper
Se Spelartrupper i Damallsvenskan. För fler spelare se Kategori:Fotbollsspelare i FC Rosengård (damer).